# Philippe-Érasme de Liechtenstein
Philippe-Érasme de Liechtenstien, nascut el 1664, mort el 1688. Fill de Hartmann de Liechtenstein i de Sidonie de Sahn-Reifferscheid. El 1695, es va casar amb Christiane de Loewenstein-Wertheim-Rochefort (1665-1730).
D'aquesta unió van néixer:
- Wenceslas de Liechtenstein
- Emmanuel de Liechtenstein
- Jean de Liechtenstein (1707-1724)